# Electric Light Wonderland
Electric Light Wonderland (deutsch Lichteffekte) ist ein britischer Kurzfilm von Susanna Wallin aus dem Jahr 2009. In Deutschland feierte der Film am 30. April 2010 bei den Internationalen Kurzfilmtagen in Oberhausen Premiere.

## Handlung
Ein Mann arbeitet mit seinen beiden Söhnen viel und hart, damit sie sich mithilfe einer mobilen Diskothek die Nacht ihres Lebens ermöglichen können.

## Kritiken
„Ein allein erziehender Vater lässt sich fürsorglich auf die Wünsche und Bedürfnisse seiner beiden heranwachsenden Jungen ein. Der Film erzählt mit subtiler Bildsprache und einfühlsamen Nahaufnahmen vom gegenseitigen Respekt und Vertrauen zwischen Vater und Söhnen.“

## Auszeichnungen
Internationale Kurzfilmtage Oberhausen 2010
- Lobende Erwähnung der Ökumenischen Jury